# Juntas de Valeriano
Juntas de Valeriano o Junta de Valeriano, es un villorrio rural chileno ubicado en Provincia del Huasco, Región de Atacama. De acuerdo a su población es una entidad que tiene el rango de  caserío. Se encuentra localizado al interior del Valle de El Tránsito en la confluencia de los ríos Conay y Cazadero que forman el Río Conay en curso superior del Río El Tránsito.

## Historia
Los antecedentes históricos de este villorrio son escasos. 
En 1899 esta localidad solo era un paraje con un riachuelo.

Valeriano (Riachuelo de).- Corto curso de agua procedente de los Andes en la parte oriental del departamento de Vallenar. Baja hacia el O. á morir en el río de los Naturales á la inmediación de donde éste recibe el Chollay.
 Francisco Astaburuaga, 1899

Juntas de Valeriano tiene su origen en la aldea de pastores trashumantes que actualmente conforman la comunidad del poblado. Comenzó a conformarse en una población dispersa en forma posterior a construcción del muro que aumentó el embalse natural de Laguna Grande.
Durante el Régimen Militar en Chile, se ordenó el agrupamiento de las familias en un sector del actual poblado.
Actualmente aún desde esta localidad se realiza la trashumancia para llevar su ganado caprino a tierras más altas durante el verano.

## Turismo
El poblado de Juntas de Valeriano constituye el punto de partida para los excursionistas y aventureros que realizan las expediciones a caballo hacia Laguna Grande y  Laguna Chica en la Reserva Natural de los Huascoaltinos.
Desde aquí se pueden realizar excursiones a otros lugares de gran belleza como el Río Cazadero, El Río Valeriano, Cerro Cantaritos (5.814 m s. n. m.), el Cerro Las Placetas (5.430 m s. n. m.) y el cerro Las Palas (4.993 m s. n. m.).
En Juntas de Valeriano, se celebra cada 3 de mayo la Fiesta de Jesús Buen Pastor.

## Accesibilidad y transporte
El Poblado de Juntas de Valeriano se ubica a 25 km al interior del poblado de Alto del Carmen, capital de la comuna y a 70 km al este de la ciudad de Vallenar al final de la Ruta C-495.
Es el punto terminal de un servicio de transporte público de buses rurales que pueden ser consultados en el terminar rural del Centro de Servicios de la Comuna de Alto del Carmen, ubicado en calle Marañón 1289, Vallenar.
Si viaja en vehículo propio, no olvide cargar suficiente combustible en Vallenar antes de partir. No existen puntos de venta de combustible en la comuna de Alto del Carmen.
A pesar de la distancia, es necesario considerar un tiempo mayor de viaje, debido a que la velocidad de viaje esta limitada por el diseño del camino. Se sugiere hacer una parada de descanso en el poblado de Conay, El Tránsito y Alto del Carmen para hacer más grato su viaje.
El camino hasta Juntas de Valeriano (Ruta C-495) es transitables durante todo el año, sin embargo es necesario tomar precauciones en invierno debido a las lluvias y caída de nieve. Se sugiere informarse bien de las condiciones climáticas en el invierno o en periodos que la cordillera de Atacama se afecta muy eventualmente por el invierno altiplánico. Existe un control de vehículos en la avanzada de Carabineros de Chile en Conay.

## Alojamiento y alimentación
En la comuna de Alto del Carmen existen pocos servicios de alojamiento formales en Alto del Carmen y en Chanchoquín Grande, se recomienda hacer una reserva con anticipación. En Junta de Valerianos no existen servicios de alojamiento.
En las proximidades no hay servicios de Camping, sin embargo se puede encontrar algunos puntos rurales con facilidades para los campistas en Conay, Albaricoque y El Corral.
Los servicios de alimentación son escasos, existiendo en Alto del Carmen, Chanchoquín Grande y en El Tránsito algunos restaurantes. En Juntas de Valeriano no existen servicios de restaurantes.
En muchos poblados como en Los Tambos, Conay y Chollay hay pequeños almacenes que pueden facilitar la adquisición de productos básicos durante su visita.

## Salud, conectividad y seguridad
El poblado de Juntas de Valeriano no cuenta con servicio de electricidad, ni iluminación pública, sólo servicio de agua potable rural.
El poblado de Juntas de Valeriano cuenta con una Estación Médico Rural que abre ocasionalmente para atender a la comunidad.
En Juntas de Valeriano no existe servicio de teléfonos públicos rurales. Tampoco existe señal para teléfonos celulares.
El Municipio cuenta con una red de radio VHF en toda la comuna en caso de emergencias incluidos Juntas de Valeriano y Conay.
Este poblado es considerado como una localidad aislada en la región de Atacama y se encuentra considerada en el proyecto de desarrollo de Centros Cívicos de la región.

## Educación
en esta escuela cordillerana se encuentra la Escuela Valeriano G-19  “Sara Cruz Alvallay”. Esta escuela atiende a 11 alumnos y 1 adulto en nivelación enseñanza básica, cuenta dos aulas, una multicancha, un comedor y cocina.
Entre 1930 y 1944, la escuela de Malaguín atendía los alumnos de las localidades cordilleranas más alejadas del Valle del Tránsito, hasta su traslado a la localidad de Conay.
En 1974, Don Pascual de los Santos Villegas Peralta, vecino de la localidad de Juntas de Valeriano, junto a la profesora Srta. Sara Cruz Alvayay, comienzan a dar educación primaria a los alumnos de la localidad. En sus comienzos la escuela funcionaba en un rancho de barro y breas. Luego entre los años 1984 y 1986 se construyó las nuevas dependencias. Ese año, se hace cargo el profesor Luis Alfaro. Años más tarde la escuela sufrió un incendio por lo que debió ser reconstruida. 
A través del tiempo los profesores que han realizado clases en este establecimiento son los profesores y profesoras: Luis Alfaro, Natalio, Juan Carlos Guerra, Bernarda Godoy, Nelsio, Janet Ávalos, Lilian Cortes, Horacio Rojas, Yony Cortes, Edith Alfaro, Sergio Ceriche Ramos y Rafael Rojas Garcia y Mirtha Gutiérrez Cortés.Fue justamente en este  último período que los docentes inician la Jornada Escolar Completa a través de talleres de bordado, manualidades y huerto escolar. También se formó una incipiente biblioteca,  se definieron los símbolos y se le otorgó el nombre de “Sara Cruz Alvayay”, en honor a la primera profesora en esta alejada localidad.